# 12のインヴェンション
「12のインヴェンション」（じゅうにのインヴェンション）は、間宮芳生の合唱曲集。ひとつの曲集の中に混声合唱、男声合唱、女声合唱が混載されている。

## 概説
1954年ごろから、間宮はアルト歌手・民族音楽研究家の内田るり子とともに日本民謡の資料の調査を始める。この調査は町田佳声を中心とする『日本民謡大観』の一部をなすものであるが、間宮と内田の研究成果は独唱とピアノのための『日本民謡集』第1集（1955年。のち1999年までに全24曲）や、『合唱のためのコンポジション』などの作品に現れる。そのうち1967年から1969年にかけて広く東北から九州に民謡を集めて作曲したのが『12のインヴェンション』である。「インヴェンション」（=発明）とは、日本の民謡のメロディーを多声の豊かなひびきの合唱曲につくる、との意である。
間宮の作品は、単に民謡を五線譜で記して、独唱や合唱のために広く歌えるように編曲したものではない。間宮の仕事は、民謡や民族芸能の音楽を作曲家の耳で聴き直し編作曲することによって、時代とともに失われた「まじりけのない明快で全的な音楽の力」を照らし出し、音楽として普遍化することであった。こうしたやり方を間宮は「むしろ私流の民謡の伝承であると信じている」と述べている。発表以来、2018年7月現在で36刷を重ね、長く歌い継がれている。
日本民謡といえば、いわゆる"小節"（こぶし）たっぷりと考えられがちだが、「祭りのうたやしごと唄などには、小節なし、ヴィブラートなしの、まっすぐな声の、のびやかなうたが多い」「"まっすぐ、のびやかに歌ってほしい"というのが、作曲者自身の注文だ」とされる。

## 曲目
全12曲からなる。全編無伴奏である。
1. 稗搗唄
混声四部。宮崎県民謡。町田佳声監修の『日本労作民謡集成』所収の東臼杵郡椎葉村で歌われていたものに拠っている。旋律も全国的に有名になった旋律の哀愁とはちがって、もっと素朴で力づよい。テンポの速い、かけ声とともにうたわれるおわりの一節が、いわば原型なのである。[4]
2. 知覧節
混声四部。鹿児島県知覧町に伝わる民謡で、美しい旋律をもつ、抒情ゆたかな民謡。[4]平成27年度全日本合唱コンクール課題曲。
3. 米搗まだら
混声四部。長崎県諫早市の民謡。いわゆる労作唄のなかで、これだけテンポの速い（出版譜のテンポ指示はPresto）民謡は実に珍らしいし、はずみのよい、快適なテンポを持ったすばらしいうたである。[4]
4. 米搗唄
二群の男声二部。岩手県稗貫郡亀ヶ森村の民謡。前の長崎のものと反対に、豊かな抒情をもった、美しい唄である。[4]
「私が民謡に興味をもって調べはじめた、ごく最初のころ、この唄に出会ったときは、ほんとうに驚倒せんばかりに、そのすばらしさにうたれた。私をそれから長い民謡とのかかわりへ誘い込んだのは、この唄だったといっても過言ではない」[4]と述べるほど、間宮にとって「新しい合唱のかたちを確信させる」[5]衝撃的な唄であった。
5. おぼこ祝い唄
混声四部[6]。青森県八戸市の民謡。出産祝いの唄で、お七夜の祝いにうたわれるならわしだったものである。単純だが、なかなか味わい深いうたである。[4]
6. 獅子舞
混声四部。山梨県西八代郡六郷町山田部落に伝わる、獅子舞の芸能が素材である。山田の獅子舞には「笛の口譜」（民俗芸能を次代へ伝えてゆくための方法として、囃子の笛のメロディーを用いる方法）というのがある。それを主な材料に合唱曲にしたのがこの曲である。[4]
7. のよさ
混声四部。長野県下水内郡栄村のたのしい盆踊りである。「嫁をとること」の一句が、途中で一呼吸入れるかたちになっていて、そこで快いはずみがついて、なかなかゆかいなうたになっているし、このうたの大きな特徴になっている。[4]
8. まいまい
混声四部。富山県東砺波郡平村に伝わる古雅な美しい旋律をもった神楽舞のうたで、平安の歌垣の古態を伝えているともいわれるおおらかな旋律には、だれしもひきつけられるだろう。しかも実に洗練された造形美ともいえるメロディーで、[4]マショーやデュファイなど、ヨーロッパ初期ルネッサンスのポリフォニー音楽を聴いていて、そのなまめかしいひびきが「まいまい」の節にと共鳴するように感じたので、これを混声四声体のポリフォニーに作った。[1]平成30年度全日本合唱コンクール課題曲。
9. 田の草取り唄
女声三部。秋田県山本郡八竜町の民謡。詞といい旋律といい、完成された芸術のかおりさえ感じさせる見事な民謡である。[4]昭和42年度全日本合唱コンクール課題曲のために作曲され、昭和47年度の同コンクールでも再度課題曲となった。
10. 田植唄
二群の男声三部。秋田県山本郡八竜町の民謡。大ぜいが二手にわかれて応答しながらうたう、典型的な労働歌である。[4]しかし原民謡のような、一方が主役、もう一方はハヤシコトバだけの従の役割という形でなく、2つのグループの音楽的な役割はまったく同等に作られているから、この曲の演奏のためのメンバーのグループ分けは、その点を考慮してなされなければならない。[1]平成19年度全日本合唱コンクール課題曲。
11. 天満の市は
混声四部。大阪地方の有名な子守唄である。[4]大阪でも地域によっては陽旋律で歌われることもあるが、ここで使われている旋律は、最も一般的な陰旋律である。この曲は比較的原曲の民謡の形がそのまま生かされている作品といえようか。[3]平成2年度全日本合唱コンクール課題曲。
12. でいらほん
混声四部。伊豆青ヶ島に伝わる、珍しい死者の蘇生の祈りの唄である。かつて、そのような信仰が民衆の心の中に生きていたころは、さぞかし熱っぽい儀式だったろうと想像される。今では、形だけがのこされていて、唄もまるで平板でそっけないうたいぶりなのだが、この合唱のための作品では、熱っぽい大きな一つのクライマックスをつくって、また徐々に静まってゆくように作った。[4]

## 楽譜
全音楽譜出版社から出版されている。